# Tell Me What You See
«Tell Me What You See» es una canción del grupo británico The Beatles que apareció por primera vez en su álbum Help! en el Reino Unido y el álbum de EE. UU.  Beatles VI. Al igual que todas las composiciones de The Beatles, la canción está acreditada a Lennon/McCartney, aunque fue escrita principalmente por Paul McCartney. 

## Composición
McCartney comento: "Me parece recordar esto como mío... No es terriblemente memorable", "Tell Me What You See" es notable por varias razones. La instrumentación muestra lo lejos que The Beatles habían llegado desde Please Please Me, presagiando su exploración adicional en Rubber Soul y Revolver. Después de cada repetición de la frase del título, hay un riff acompañado de un piano eléctrico. Este mismo instrumento aparece en una serie de temas en el mismo álbum, incluyendo "You Like Me Too Much" y "The Night Before", ambos registrados un día anterior de "Tell Me What You See". Además, el sonido de los tambores va aumentado con un trío de instrumentos de percusión, un güiro, una pandereta, y un par de claves. Aunque The Beatles habían estado utilizando los instrumentos de percusión adicionalmente para reforzar sus grabaciones como "Don't Bother Me" en 1963, rara vez se había destacado este lugar prominente en la mezcla. 
La composición de la canción es una prueba del creciente interés del grupo en la música folk, con letras que son un poco más maduras y reflexivas que la mayoría de sus anteriores lanzamientos. Otras canciones del álbum como canciones escritas por Lennon como "You've Got to Hide Your Love Away" y "Help!" son dos ejemplos más finos de este crecimiento.

## Personal
- Paul McCartney - Voz, bajo (Höfner 500/1 63'), piano eléctrico (Höhner Pianet C).
- John Lennon - Armonía vocal, guitarra rítmica (Rickenbacker 325c64).
- George Harrison - Güiro, claves.
- Ringo Starr - Batería (Ludwig Super Classic), pandereta.

Personal por Ian MacDonald.